# 长岛大学
长岛大学（英語：Long Island University）是一所位于美国纽约的私立大学。

## 历史
其由纽约州教育部于1926年创立，创设理念是“为各种各样的人提供价位适宜的有效教育”。该校主要校区在布鲁克林和长岛。